# Dyon Dromers
Dyon Dromers (Veldhoven, 1 juni 2001) is een Nederlands voetballer die als middenvelder speelt.

## Carrière
Dyon Dromers speelde in de jeugd van VV UNA, en is sinds 2016 in de jeugdopleiding van FC Eindhoven actief. Hij debuteerde in het eerste elftal van FC Eindhoven op 20 december 2019, in de met 1-4 verloren thuiswedstrijd tegen N.E.C. Hij kwam in de 65e minuut in het veld voor Moses Makasi en pakte in de 74e minuut zijn eerste gele kaart.
Vanaf de zomer van 2020 speelde Dromers in de Verenigde Staten voor West Virginia Mountaineers, het team van de West Virginia University. In 2023 ging hij naar de Long Island Rough Riders.

### Statistieken
| Seizoen                        | Club           | Land           | Competitie     | Competitie | Competitie | Beker | Beker | Totaal | Totaal |
| Seizoen                        | Club           | Land           | Competitie     | Wed.       | Dlp.       | Wed.  | Dlp.  | Wed.   | Dlp.   |
| ------------------------------ | -------------- | -------------- | -------------- | ---------- | ---------- | ----- | ----- | ------ | ------ |
| 2019/20                        | FC Eindhoven   | Nederland      | Eerste divisie | 1          | 0          | 0     | 0     | 1      | 0      |
| Carrièretotaal                 | Carrièretotaal | Carrièretotaal | Carrièretotaal | 1          | 0          | 0     | 0     | 1      | 0      |
| Bijgewerkt op 25 december 2019 |                |                |                |            |            |       |       |        |        |